# Epacris graniticola
Epacris graniticola là một loài thực vật có hoa trong họ Thạch nam. Loài này được Crowden mô tả khoa học đầu tiên năm 2007.